# Тердикбаев, Эрлис Джекшенович
Эрлис Джекшенович Тердикбаев (род. 27 мая 1969) — генерал-майор вооружённых сил Кыргызстана, министр обороны Киргизии в 2018—2021 годах, командующий Сухопутных войск Кыргызстана в 2017—2018 годах, начальник Генерального штаба Вооружённых сил Киргизии с 2021 года.

## Биография
Уроженец села Ысык-Ата (нынешняя Чуйская область). Окончил Алма-Атинское высшее общевойсковое командное училище в 1990 году, службу в вооружённых силах СССР проходил в мотострелковом полку мотострелковой дивизии Закавказского военного округа. В 1992 году откомандирован в распоряжение министерства обороны Киргизской Республики.
В 1992—2017 годах служил в ряде войсковых частей Вооружённых сил Кыргызстана. В частности, с 1992 по 2006 годы служил в следующих частях:
- в/ч 73809 (с 15 января 1993 по 29 августа 2000)
- отдельный батальон особого назначения (с 29 августа 2000 по 6 июля 2002)
- в/ч 73809 (с 27 августа 2004 по 16 апреля 2005)
- в/ч 36806 (с 16 апреля 2005 по 8 декабря 2006)

Далее служил в Бишкекском высшем военном училище (с 8 декабря 2006 по 5 декабря 2007), в Министерстве обороны Киргизской Республики (с 25 декабря 2007 по 1 декабря 2009) и Главном штабе Вооружённых сил КР (с 1 декабря 2009 по 5 апреля 2010). Продолжал службу в 2010—2013 годах в следующих частях:
- в/ч 52806 (с 5 апреля 2010 по 6 мая 2011)
- в/ч 30630 (с 6 мая 2011 по 18 апреля 2012)
- в/ч 01626 (с 18 апреля 2012 по 27 июля 2013)

Окончил Общевойсковую академию ВС РФ в 2004 году (слушатель с 6 июля 2002 по 27 августа 2004) и Военную академию Генерального штаба ВС РФ в 2014 году (слушатель с 27 июля 2013 по 3 июля 2014). Дальнейшую службу проходил в в/ч 01525 с 3 июля 2014 года. 25 января 2017 года после подписания Президентом Кыргызстана Алмазбеком Атамбаевым указа об образовании сухопутных войск Кыргызстана полковник Тердикбаев стал командующим Сухопутными войсками. С 20 апреля 2018 по 3 февраля 2021 года занимал пост Председателя Государственного комитета по делам обороны Киргизии (был министром обороны Киргизии).
29 марта 2021 года указом президента Садыра Жапарова назначен начальником Генерального штаба Вооружённых сил Киргизии. 31 марта 2021 года произведён в генерал-майоры (высшее звание Вооружённых сил Киргизии).
Женат, есть четверо детей.